# Пасичев, Даниил Карпович
Пасичев Даниил Карпович (1888—1970) — советский военнослужащий.

## Биография
Родился в 1888 году, в семье крестьянина. Участвовал в Первой мировой войне, в звании унтер-офицера. С февраля 1918 году в РККА. Занимался организацией партизанских отрядов в период Гражданской войны в России, после организацией кавалерийских частей в городе Ейске. Занимал должности заместителя командира 3-го Донского советского полка, командира батальона 8-го Украинского повстанческого полка, после заместителя командира и командира 410-го стрелкового полка 46-й стрелковой дивизии. После войны был слушателем курсов высшего командного состава. Был командиром батальонов 410-го и 131-го Таращанского стрелкового полка. В октябре 1924 года уволен в запас, с того момента работал на советских административных должностях в Харькове. С началом Великой Отечественной войны вновь в Красной Армии. С 1944 по 1945 год комендант города Семинь, Польша. В отставке с 1945 года. Скончался в 1970 году.

## Награды
- Два ордена Красного Знамени (1921, 1922) — за героические и храбрые поступки во время Гражданской войны в России.
- Медаль «За победу над Германией в Великой Отечественной войне 1941—1945 гг».